# Сертификации музыкальных произведений
Сертифицирование музыкальных произведений (англ. Music recording sales certifications) — система сертификации, которой подвергаются копии проданных или отгруженных музыкальных произведений.
Практически все страны используют вариант Американской ассоциации звукозаписывающих компаний, которые присваивают продуктам золотой, платиновый и бриллиантовый статусы. В Великобритании используется серебряный статус. Количество продаж или отгрузок, требуемых для такого статуса, варьируется в разных странах.

## История
Первые золотые и серебряные диски вручали рекорд-лейблы своим артистам за хорошие продажи (более 1 млн проданных экземпляров - золотой, более 100 тыс - серебряный). Первым обладателем серебряного диска стал Джордж Формби в декабре 1937 года за песню «When I'm Cleaning Windows». Первым обладателем золотого диска стал Гленн Миллер в феврале 1942 года за песню «Поезд на Чаттанугу». Другой пример — Элвис Пресли и сингл 1956 года «Don’t Be Cruel». Первым золотым альбомом стал Calypso Гарри Белафонте (также за 1 млн проданных экземпляров).

## Золотой диск
Для разных стран (в зависимости от населения) количество проданных экземпляров, необходимое для получения статуса, отличается:
в США — 500 тысяч, в Великобритании — 100 тысяч. В России существует особая раздельная система сертифицирования для отечественного и международного репертуара. Альбомы отечественного репертуара, выпущенные с января 2011 года, считаются золотыми при продаже 25 тысяч экземпляров (с января 2008 по декабрь 2010 — 50 тысяч, до января 2008 — 100 тысяч). Альбомы международного репертуара, выпущенные с января 2011 года, считаются золотыми при продаже 5 тысяч экземпляров (ранее января 2011 — 10 тысяч).
Также награда присуждается и синглам, но по другим критериям продаж. В Великобритании — за продажу 400 тысяч экземпляров как на физических носителях, так и в цифровом формате. В США — за продажу 500 тысяч экземпляров на всех видах носителей. В России — за продажу 50 тысяч экземпляров сингла в цифровом формате и отдельно за продажу 100 тысяч рингбэктонов (сертификация введена в январе 2010).

## Платиновый диск
Для разных стран (в зависимости от населения) количество проданных экземпляров, необходимое для получения статуса, отличается: в США — 1 миллион экземпляров, в Великобритании — 300 тысяч экземпляров, в Польше, Италии, Испании, Канаде, Украине — 100 тысяч экземпляров.
В России существует особая раздельная система сертифицирования для отечественного и международного репертуара. Альбомы отечественного репертуара, выпущенные с января 2011 года, считаются платиновыми при продаже 50 тысяч экземпляров (с января 2008 по декабрь 2010 — 100 тысяч, с сентября 2006 по декабрь 2007 — 200 тысяч экземпляров, до сентября 2006 — 300 тысяч экземпляров). Альбомы международного репертуара, выпущенные с января 2011 года, считаются платиновыми при продаже 10 тысяч экземпляров (ранее января 2011 — 20 тысяч). В 2018 году в России альбомы считаются платиновыми при продаже 10 тысяч экземпляров.
Также награда присуждается и синглам, но по другим критериям продаж. В Великобритании — за продажу 600 тысяч экземпляров как на физических носителях, так и в цифровом формате. В США — за продажу 1 миллиона экземпляров на всех видах носителей (отдельно за онлайн дистрибуцию и отдельно за рингтон). В России — за продажу 100 тысяч экземпляров сингла в цифровом формате и отдельно за 200 тысяч рингбэктонов (сертификация введена в январе 2010, но присуждается также синглам вышедшим ранее).

## Бриллиантовый диск
Для разных стран (в зависимости от населения) количество проданных экземпляров, необходимое для получения статуса, отличается:
США — 10 миллионов,  Канаде — 850 тыс.,  Франции — 750 тыс., Украине — 500 тыс.,  Мексике — 400 тыс. На российском рынке: для российских исполнителей — 100 тысяч экземпляров (с января 2008 по декабрь 2010 — 300 тыс.); для иностранных исполнителей — 30 тысяч экземпляров (с января 2008 по декабрь 2010 — 60 тыс., ранее января 2008 — 200 тыс.).
В некоторых странах имеет отличное название, например, в Японии — «Миллионный диск», за продажу более одного миллиона экземпляров альбома.